# Aeroportul Internațional Pointe-à-Pitre
Aeroportul Internațional Pointe-à-Pitre (IATA: PTP, ICAO: TFFR) este un aeroport din Les Abymes, Arondismentul Pointe-à-Pitre, Guadelupa, Franța ce deservește zona Pointe-à-Pitre. Aeroportul a fost tranzitat în 2022 de 2.077.233 de pasageri. A fost deschis în 1965 și numit după zona deservită.
Situat la o altitudine de 11 m, aeroportul dispune de 1 pistă. Este operat de cameră de comerț și industrie⁠(d).

## Infrastructură

### Piste
Aeroportul dispune de o singură pistă. Pista are orientarea 11/29.